# CONCACAF League 2022
Die CONCACAF League 2022 war die fünfte und letzte Spielzeit des Wettbewerbs für zentralamerikanische und karibische Vereinsmannschaften im Fußball. Das Turnier begann am 26. Juli 2022 mit der Vorrunde und endet mit den Finalspielen am 26. Oktober und 2. November 2022. Titelverteidiger CSD Comunicaciones aus Guatemala schied bereits im Achtelfinale aus.
Die vier Halbfinalisten LD Alajuelense, CD Motagua, CD Olimpia und Real España sowie die zwei besten Verlierer des Viertelfinales Alianza FC und Tauro FC qualifizierten sich für die CONCACAF Champions League 2023.

## Modus
Der Modus hat sich gegenüber der Austragung 2021 nicht verändert. Der Wettbewerb wird im K.-o.-System ausgetragen. Angefangen von der Vorrunde bis zum Finale wird jede Runde mit Hin- und Rückspiel gespielt. Bis einschließlich des Halbfinales wird bei einem Unentschieden nach beiden Spielen die Auswärtstorregel angewendet und sollte dadurch kein Sieger ermittelt werden, kommt es zum Elfmeterschießen; eine Verlängerung wird nicht ausgespielt. Im Finale findet die Auswärtstorregel keine Anwendung, dafür wird – wenn nötig – eine Verlängerung ausgespielt.

## Teilnehmerfeld
Für den Wettbewerb qualifizierten sich die folgenden 22 Mannschaften. Die 12 Teams, die in der Vorrunde starteten, sind entsprechend gekennzeichnet (VR).
| - Kanada (Canadian Premier League 2021) - Pacific FC (VR) - Costa Rica (Primera División 2021/22) - CS Herediano - CS Cartaginés - LD Alajuelense (VR) - Honduras (Liga Nacional 2021/22) - CD Olimpia - CD Motagua - Real España (VR) - Panama (Liga Panameña de Fútbol 2021/22) - Tauro FC - Alianza FC - Sporting San Miguelito (VR) |  | - El Salvador (Primera Divisíon 2021/22) - Alianza FC - CD Águila (VR) - CD Platense (VR) - Guatemala (Liga Nacional 2021/22) - CSD Comunicaciones - CD Malacateco (VR) - CSD Municipal (VR) - Nicaragua (Primera División 2021/22) - Diriangén FC - Real Estelí (VR) - Belize (Premier League of Belize 2021/22) - Verdes FC (VR) |  | - Karibik (Caribbean Club Championship 2022) - Cibao FC - Atlético Vega Real (VR) - Waterhouse FC (VR) |

## Vorrunde
Die Auslosung fand am 8. Juni 2022 statt. Die Hinspiele wurden vom 26. bis zum 28. Juli, die Rückspiele vom 2. bis zum 4. August 2022 ausgetragen.
|                    | Gesamt    |                        | Hinspiel | Rückspiel |
| ------------------ | --------- | ---------------------- | -------- | --------- |
| Verdes FC          | (a)2:2(a) | CD Platense            | 0:0      | 2:2       |
| CD Águila          | 1:4       | LD Alajuelense         | 1:1      | 0:3       |
| Real Estelí        | 1:3       | Real España            | 0:0      | 1:3       |
| CD Malacateco      | 1:4       | Sporting San Miguelito | 1:1      | 0:3       |
| Waterhouse FC      | 0:6       | Pacific FC             | 0:0      | 0:6       |
| Atlético Vega Real | 0:9       | CSD Municipal          | 0:4      | 0:5       |

## Achtelfinale
Die Auslosung fand am 8. Juni 2022 statt. Die Hinspiele wurden vom 16. bis zum 18. August, die Rückspiele vom 23. bis zum 25. August 2022 ausgetragen.
|                        | Gesamt          |               | Hinspiel | Rückspiel |
| ---------------------- | --------------- | ------------- | -------- | --------- |
| Sporting San Miguelito | 1:2             | Tauro FC      | 0:1      | 1:1       |
| Cibao FC               | 0:3             | CD Motagua    | 0:1      | 0:2       |
| CSD Municipal          | 2:3             | CD Olimpia    | 2:2      | 0:1       |
| CSD Comunicaciones     | 1:2             | Diriangén FC  | 0:1      | 1:1       |
| Pacific FC             | 1:1 (5:6 i. E.) | CS Herediano  | 0:1      | 1:0       |
| Real España            | 4:0             | CS Cartaginés | 2:0      | 2:0       |
| LD Alajuelense         | 6:1             | Alianza FC    | 5:0      | 1:1       |
| Verdes FC              | 1:7             | Alianza FC    | 0:2      | 1:5       |

## Viertelfinale
Die Hinspiele wurden am 7. und 8. September, die Rückspiele vom 13. bis zum 15. September 2022 ausgetragen.
|              | Gesamt          |                | Hinspiel | Rückspiel |
| ------------ | --------------- | -------------- | -------- | --------- |
| CD Motagua   | 0:0 (5:4 i. E.) | Tauro FC       | 0:0      | 0:0       |
| Diriangén FC | 1:7             | CD Olimpia     | 0:4      | 1:3       |
| Real España  | 4:2             | CS Herediano   | 3:1      | 1:1       |
| Alianza FC   | 0:3             | LD Alajuelense | 0:1      | 0:2       |

## Halbfinale
Die Hinspiele wurden am 4. und 5. Oktober, die Rückspiele am 11. Oktober 2022 ausgetragen.
|             | Gesamt |                | Hinspiel | Rückspiel |
| ----------- | ------ | -------------- | -------- | --------- |
| CD Motagua  | 0:1    | CD Olimpia     | 0:0      | 0:1       |
| Real España | 2:5    | LD Alajuelense | 0:3      | 2:2       |

## Finale
Das Hinspiel wurde am 26. Oktober und das Rückspiel am 2. November 2022 ausgetragen.
|            | Gesamt |                | Hinspiel | Rückspiel |
| ---------- | ------ | -------------- | -------- | --------- |
| CD Olimpia | 5:4    | LD Alajuelense | 3:2      | 2:2       |